# Cho Aniki
Cho Aniki (超兄貴, Chō Aniki, «Super Big Brother») es una serie de videojuegos japoneses originalmente desarrollados por Masaya y distribuidos por NCS Corp. El primer juego fue lanzado en 1992 para la PC Engine. Las secuelas y spin-offs aparecieron posteriormente en la Super Famicom, PlayStation, Sega Saturn, WonderSwan, PlayStation 2 y PlayStation Portable. Consistiendo principalmente en juegos matamarcianos al estilo de Gradius, la serie de Cho Aniki es más conocida por su tono homoerótico, su humor extravagante y vívido, y sus imágenes surrealistas. Gran parte de sus juegos nunca han sido lanzados fuera de Japón.
Por varias razones, la popularidad de los juegos de Cho Aniki ha perdurado desde el debut de la serie. Los aspectos destacados de los juegos incluyen la música, los controles innovadores, o su puro valor kitsch. En Japón, estos juegos son ejemplos de baka-ge, que literalmente significa «juego idiota» cuyo atractivo radica en su campechanía.
Los derechos de la serie actualmente le pertenecen a Extreme Co., Ltd., quien obtuvo los derechos de los productos y marcas registradas de NCS Corp y Masaya.

## Videojuegos

### Cho Aniki
Cho Aniki es el primer juego en la serie de Cho Aniki.

### Ai Cho Aniki
Ai Cho Aniki (愛・超兄貴, Ai Chō Aniki, «Love Super Big Brother») fue la secuela de Cho Aniki desarrollada por Masaya y también lanzada para la Super CD-ROM². En este juego, los jugadores controlan a Samson y a Adon directamente. Una diferencia clave en los controles de Ai Cho Aniki es que, en lugar de presionar botones rápidamente para disparar a los enemigos, los jugadores deben introducir combinaciones de botones al estilo de Street Fighter. Por lo general, Cho Aniki y Ai Cho Aniki se juegan de manera muy similar.
En este juego, Bo Empress Conscious (Bo Tei Conscious, un chiste con la palabra «body-conscious» o «conciencia corporal») reúne al Ejército Neo Constructor para luchar contra Idaten y Benten. Sin embargo, los dos se enamoran y se fugan. Esto les deja a Samson y a Adon la tarea de luchar contra la nueva amenaza, Su Emperor Roid (SuTeiRoid, un chiste para «steroid» o «esteroide») Esta vez Taku Iwasaki compuso la banda sonora.
En su lanzamiento, Famicom Tsūshin puntuó a la versión de PC Engine un 24 de 40, dándole un 7 de 10 en su reseña.
El juego fue lanzado en el servicio de Consola Virtual de Nintendo en Japón en 2007.

### Cho Aniki Bakuretsu Ranto-hen
Cho Aniki: Bakuretsu Ranto-hen (超兄貴 爆烈乱闘篇, Chō Aniki: Bakuretsu Rantō-hen, «Super Big Brother: Exploding Brawl») es un escape de la típica fórmula de Cho Aniki, cuenta con personajes de juegos previos - tanto héroes como villanos - enfrentados en peleas uno contra uno. Los personajes jugables incluyen a los siguientes:
- Idaten, un guerrero con cabello largo y puntiagudo que utiliza una variedad de ataques con su cuerpo.
- Benten, quien se encuentra flanqueado por dos querubines que pueden transformarse en hombres fuertes.
- Samson/Adon, atacan girando y soltando gases.
- Sabu, una nave con forma de pagoda con una figura de Elvis Presley.
- Mami 19, una amalgama de una chica linda con un buque de batalla que transporta tres hombres desnudos jugueteando.
- Adam, un hombre desnudo dentro de una media luna. Pretende parecerse a Adán de La Creación de Adán de la Capilla Sixtina de Miguel Ángel.
- Botei, un berserker, probablemente sea Bo Emperor (Botei) Bill de la primera serie.
- Uminin, una criatura extraña de látex que parece un condón.

Este juego fue el último de la serie desarrollado por Masaya. Fue lanzado en 1995.

### Cho Aniki: Kyuukyoku Muteki Ginga Saikyou Otoko
Cho Aniki - Kyuukyoku Muteki Ginga Saikyou Otoko (超兄貴 ～究極無敵銀河最強男～, Chō Aniki - Kyūkyoku Muteki Ginga Saikyō Otoko, «Super Big Brother - The Ultimate, Most Powerful Man in the Milky Way») fue lanzado para la PlayStation el mismo año que los dos títulos previos. El juego cuenta con sprites digitalizados del estilo de arte animé dibujado a mano de los juegos anteriores. Fue lanzado también para Sega Saturn tres meses después. El subtítulo del juego se traduce vagamente como «El Máximo Hombre Más Poderoso en la Vía Láctea» o «El Máximo, Invencible, y Más Galácticamente Poderoso Hombre». El juego está basado en el motor del primer Cho Aniki. Idaten y Benten son nuevamente los personajes principales. Koji Hayama regresa para componer un par de nuevas canciones de la banda sonora, junto a Don McCow, Taku Iwasaki y Sanae Kasahara.

### Cho Aniki: Otoko no Tamafuda
Cho Aniki: Otoko no Tamafuda (超兄貴 男の魂札, Chō Aniki: Otoko no Tamafuda, «Super Big Brother: Spirit Man Tag») es un videojuego en la serie Cho Aniki. Este giro en el universo de Cho Aniki enfrenta a los héroes de los juegos previos en una búsqueda en un videojuego de rol en el cual las batallas se libran jugando cartas. De acuerdo a un artículo sobre el juego en el sitio web Hardcore Gaming 101, el título del juego es un chiste. El título se traduce a «Tamafuda del Hombre» siendo tamafuda una combinación de tamashii - «alma en japonés» - y hanafuda - un juego de cartas japonés. También es probable que el chiste se extienda a otro significado de tama, «bolas».
El juego fue lanzado para el sistema portátil WonderSwan en el año 2000.
i (Ai) Chō Aniki: Gekiretsu Nawatobi-hen (i（愛）・超兄貴『激烈縄跳び編』, i Chō Aniki Gekiretsu Nawatobi-hen, «Love Super Big Brother: Violence Jump Rope Chapter») es el primer juego de Cho Aniki lanzado para móviles japoneses. La «i» en minúscula es una referencia al proveedor de internet de celulares japonés i-mode.

### Cho Aniki: Seinaru Protein Densetsu
Cho Aniki: Seinaru Protein Densetsu (超兄貴～聖なるプロテイン伝説～, Chō aniki: Seinaru Purotein Densetsu, «Super Big Brother: Legend of the Holy Protein»). Fue lanzado para la PlayStation 2 en 2003. Con Masaya ya difunta, el juego fue codesarrollado por X-Nauts y Psikyo. Este equipo también desarrolló Sengoku Blade, por lo que este Cho Aniki se juega de forma muy parecida.
La trama del juego se centra en la Proteína Sagrada, una bola divina de algo que podría ser semen. Samson y Adon vuelan alrededor de la bola, absorbiendo fuego enemigo como lo hicieron en juegos previos. Este juego carece de otros personajes jugables de títulos previos, como Benten, que solo aparece en algunas ilustraciones mostradas al completar un nivel. Algunos de los enemigos incluyen a un hombre gigante travesti con un disfraz de Alicia en el País de las Maravillas y una pintura de la Mona Lisa que dispara láseres de sus ojos.

### Cho Aniki Zero
Este es el primer título de Cho Aniki desarrollado por Extreme Co., Ltd., quien obtuvo los derechos de los productos de NCS Corp y Masaya.

### Chō Aniki: Kan's (Menzu) Bouringu!!
Chō Aniki: Kan's (Menzu) Bouringu!! (超兄貴〜漢’s（メンズ）ボウリング!!〜, Chō aniki: Kan’ s (menzu) Bōringu!!, «Super Big Brother: Hans Bowling») es el segundo título de Cho Aniki lanzado para móviles japoneses.

### Cho Aniki Dance
Cho Aniki Dance (ダンシング・オブ・超兄貴, Danshingu Obu Chō aniki, «The Dance of Super Big Brother») es un videojuego de ritmos con un lanzamiento planeado para octubre de 2021 en Japón, es el tercer juego de Cho Aniki lanzado para móviles japoneses.

## Música
La música del primer juego fue compuesta enteramente por Koji Hayama quien dice en su sitio web que Cho Aniki es su trabajo favorito hasta ahora. Varias bandas sonoras de los juegos han sido lanzadas en CD, sencillos, e incluso un espectáculo en directo ha sido lanzado en VHS. La música de los juegos más modernos en la serie fue compuesta por Taku Iwasaki, Isao Mizoguchi (bajo el alias de Don McCow) y Sanae Kasahara.

## Cho Aniki en la cultura pop

### Apariciones en otros juegos
Masaya también desarrolló la serie de Langrisser, donde Samson y compañía tienen un cameo. Un nivel oculto lleva al grupo a un área llamada Santuario Músculo, donde deben pelear contra Samson. Si ganan, el grupo puede realizar la invocación Aniki, la más poderosa del juego. El cameo se encuentra en los ports de Mega Drive, Super NES y PlayStation.
El videojuego de Capcom God Hand se burla de Samson y Adon mostrándolos como drag queens extravagantes y débiles que son el primer jefe del juego.
Aunque no sea parte de la serie, el matamarcianos Wings of Wor (conocido como Gynoug en Japón y Europa) también fue desarrollado por Masaya y distribuido por NCS, y cuenta con jugabilidad y diseños surrealistas similares al primer juego de Cho Aniki.
El lanzamiento japonés del juego de Game Boy Advance Gem Smashers reemplaza a los tres personajes jugables con tres versiones de distintos colores de Uminin (el Uminin celeste original, uno rosado y uno verde).

### Popularidad de culto
Pocos fuera de Japón han jugado la serie de Cho Aniki, pero muchos saben del juego por artículos escritos al respecto en sitios web como I-Mockery, Seanbaby, y Something Awful. La serie es mencionada a menudo en listas de videojuegos escandalosos, peculiares o sexuales.
En algún punto en 1999, la revista de juegos Electronic Gaming Monthly soltó un comentario sobre cómo EEUU tuvo la suerte de evitar este shooter homoerótico (refiriéndose a Cho Aniki de PS1, aunque el comentario fue seguido por «Un shooter homosexual no tiene nada de malo»). Durante los próximos meses, las cartas al editor de EGM estuvieron repletas de comentarios arremetiendo contra los editores de EGM por burlarse del juego, incluso cuando estos editores le dijeron repetidas veces a sus lectores que el juego era horrible.